# بارك بيرديكاريس

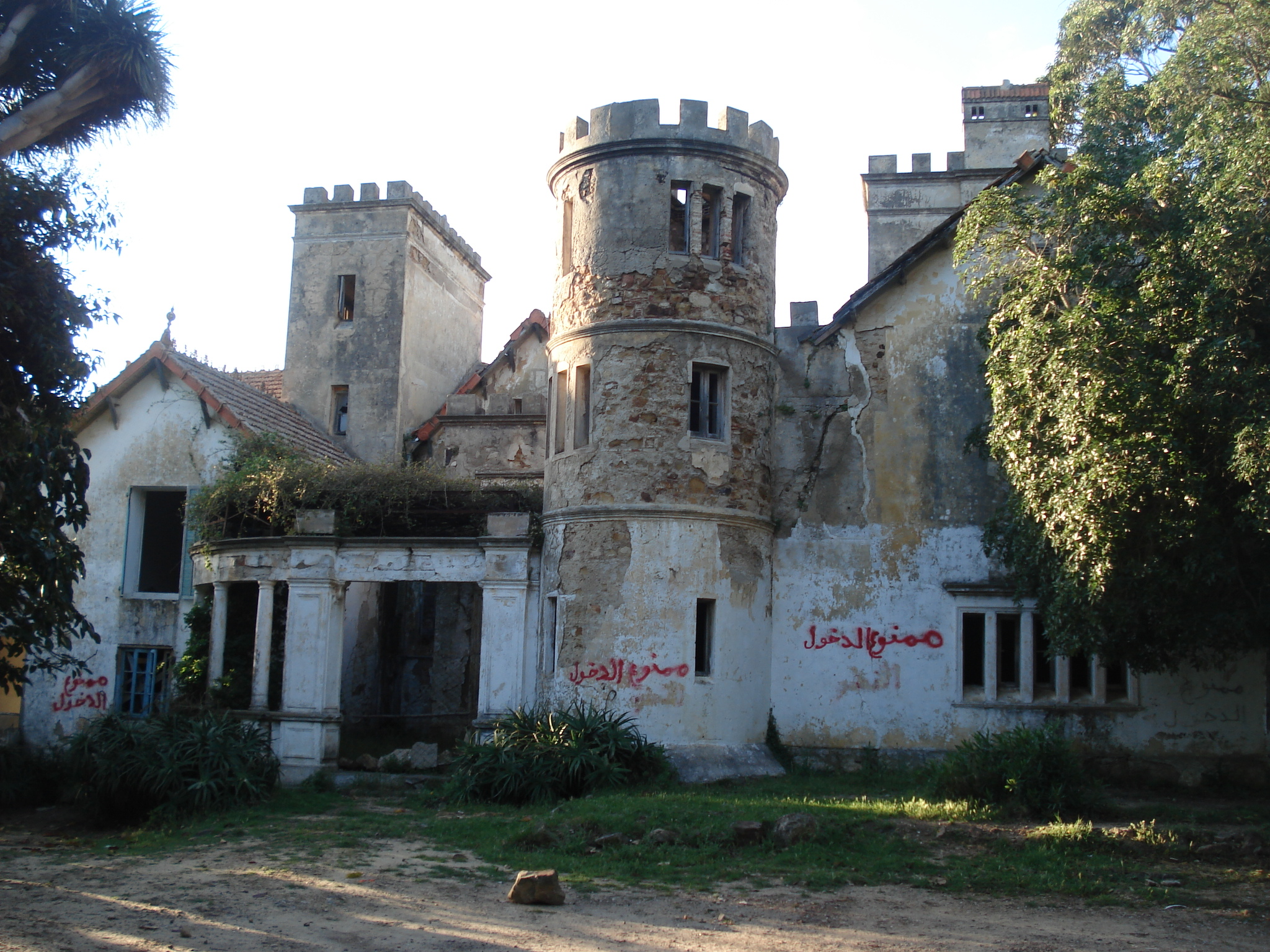
فيلا بيرديكاريس عام 2018 قبل التجديد

حديقة بيرديكاريس ، المعروفة أيضًا باسم غابة الرميلات وكانت تُعرف سابقًا باسم فيلا إدونيا أو مكان العندليب ، هي حديقة عامة تغطي مساحة 70 هكتارًا في حي الرميلات بمدينة طنجة بالمغرب. تقع على السفوح الشمالية لتل الجبل الكبير مقابل مضيق جبل طارق ، بين محمية رأس سبارتيل غرباً والقصر الملكي بالجبل الكبير شرقاً.
تضم الحديقة ممرات طبيعية، وأنشأ بها بيرديكاريس أحواض ومشاتل نباتات مستوردة، وصنع ملاجئ للحيوانات والطيور المتنوعة والمختلفة. كما قام بغرس أنواع الأشجار التي استوردها من مختلف القارات (الأكالبتوس من أستراليا، وأشجار النخيل من كاليفورنيا وجزر الكناري.

## قصر بيرديكاريس
قصر بيرديكاريس بني عام 1878 شبيه بقصور أوربا في العصور الوسطى، يستحضر في بنائه نمط القلاع ببرجه المميز، من حيث الحجم ليس كبيرًا ولا صغيرًا، بني على الطراز الكلاسيكي الأنكلوساكسوني.
أيون بيرديكاريس، هو أمريكي ولد في أثينا سنة 1840 خلال فترة عمل والده كقنصل أمريكي باليونان، قرر سنة 1972 الاستقرار بمدينة طنجة المغربية رفقة زوجته الإنجليزية إلين فارلي، وكان شخصية معروفة بالمدينة عبر مشاريعه وأعماله ومشاركته في إدارة شؤون المدينة، حيث ترأس لجنة النظافة لخمس سنوات.
يضم القصر ثلاثة عشر غرفة يليه مبنى ثان بجانبه خاص باستقبال الضيوف ومدخله مستقل عن المدخل الرئيسي للإقامة، ويتوفر القصر على ساحة خارجية تضم حديقة للترفيه وللنزهة وملحقاتها وبستان خاص بالخضراوات والفواكه.
تم إحداث مركز تفسير بيرديكاريس والهدف الرئيسي لهذا المركز هو تسليط الضوء على التنوع والتنوع البيولوجي الخاص بغابة الرميلات من خلال مسار تعليمي يكشف عن بعض الأنواع النباتية والحيوانية في المنطقة، التي تتميز بها غابة الرميلات. اصبحت القلعة مؤخرا متحفًا للفن المعاصر.
قصة هوليوودية للقصر
على مدى سنوات طويلة، كان قصر "بيرديكاريس" يثير الإحساس بالغموض والرهبة، نظرا لمكانه الغريب وبعده عن المدينة، فتناسلت الحكايات والأساطير، ولم يجرؤ إلا العارفون بقصته الفذة الاقتراب منه.
سأبني لك قصرا في أجمل أماكن العالم”، بهذا الوعد الذي قطعه "إيون بيرديكاريس"، وهو دبلوماسي ورجل أعمال أميركي من أصل يوناني، لزوجته التي كان يعشقها إلى حد الجنون.
أحضر إيون شتائل أشجار من مختلف قارات العالم وأنشأ ملاجئ للحيوانات والطيور كهدية لزوجته المصابة بالسل.
لم تكتمل فرحته بعد أن دخل المتمرد أحمد الريسوني على الخط، هذا الأخير كان ثائرا على الوجود الإسباني آنذاك وكان بحاجة للمال لتمويل ثورته.
في مايو 1904 توجه الريسوني رفقة مقاتليه ليخطف زوجة إيون والابن "كرومويل"، مشترطا على الزوج المتيم بزوجته 70 ألف قطعة ذهبية، مما جعل القنصل يستنجد بالسلطان مولاي عبد العزيز وبالولايات المتحدة.
تم تحرير الزوجة، لكن الغريب في الأمر، بحسب مؤرخين، أنها لم تشكو من الاختطاف، بل أشادت بـ"بسالة" الريسوني الذي اعتبرته "بطلا" يقاوم من أجل تحرير بلاده، حيث تم تصوير القصة بأكملها في فيلم العاصفة والأسد عام 1979 من بطولة شون كونري

## روابط خارجية
- قصر بيرديكاريس بطنجة ملتقى العشق والتاريخ والسينما - مجلة العربي العدد 785

1. ↑  "قصر بيرديكاريس بطنجة ملتقى العشق والتاريخ والسينما". مؤرشف من الأصل في 2024-06-30. اطلع عليه بتاريخ 2024-07-02.